# Raffinerie Graeffe

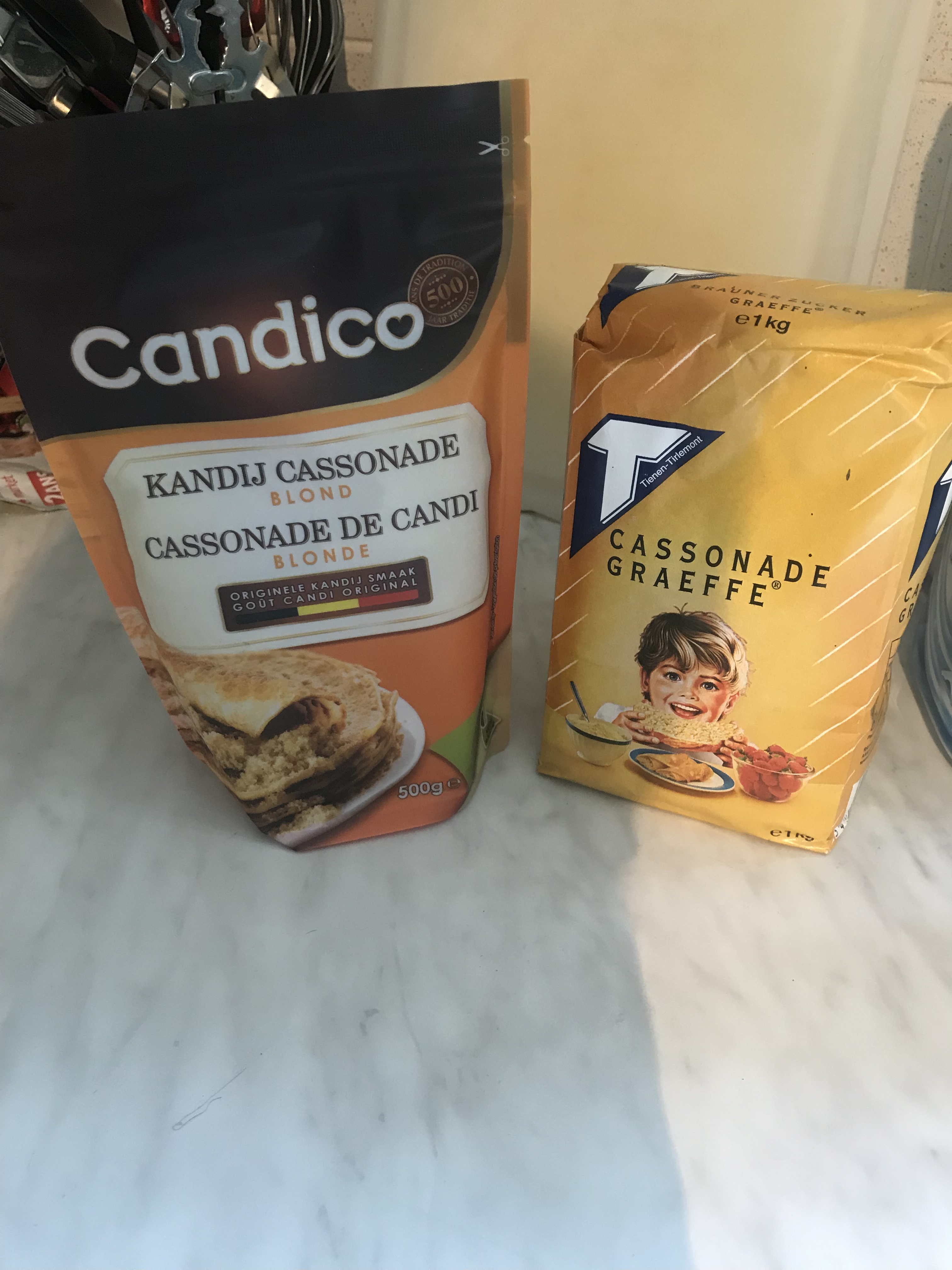
Cassonade Candico et Cassonade Graeffe.

La Raffinerie Graeffe est une ancienne raffinerie bruxelloise. La production a aujourd'hui été rachetée par la raffinerie tirlemontoise tandis que les bâtiments sont devenus un centre destiné à la danse contemporaine, nommé La Raffinerie.

## Histoire
Elle est fondée à Bruxelles par Charles Graeffe en 1859, avant de déménager à Molenbeek-Saint-Jean, rue de Manchester.
Elle devient la plus grosse raffinerie de la Molenbeek-Saint-Jean dès 1885, elle devient l'une des plus grandes de Belgique.
En 1953 (ou en 1962), l’entreprise est achetée par la raffinerie Tirlemontoise.
Sa cassonade est l'une des deux marques emblématiques de cassonade en Belgique. En 1939, la raffinerie était le premier producteur de cassonade (qui est appelée vergeoise en France).

## Reconversion en centre artistique
À partir de 1979, la raffinerie devient un centre  multi-arts grâce, le Plan K par Frédéric Flamand. Le bâtiment appartient aujourd'hui à la Communauté française de Belgique qui l'a entièrement rénové. « La Raffinerie » est confiée à la gestion de Charleroi/Danses et est aujourd'hui consacrée essentiellement à la danse contemporaine.